# Résolution 431 du Conseil de sécurité des Nations unies
Membres permanents
- Chine
- États-Unis
- France
- Royaume-Uni
- URSS

Membres non permanents
- Allemagne de l'Ouest
- Bolivie
- Canada
- Gabon
- Inde
- Koweït
- Mauritanie
- Nigéria
- Tchécoslovaquie
- Venezuela

Résolution no 430 Résolution no 432
La résolution 431 du Conseil de sécurité des Nations Unies, adoptée le 27 juillet 1978, après avoir rappelé la résolution 385 (1976), a pris note d'une proposition de solution à la situation en Namibie et a demandé au Secrétaire général de nommer un Représentant spécial pour la Namibie afin d'assurer l'indépendance de la Namibie vis-à-vis de l'Afrique du Sud dès que possible. Le Conseil de sécurité a également appelé toutes les parties concernées à faire de leur mieux pour résoudre la situation, afin que des élections libres et équitables puissent avoir lieu,.
La résolution 431 a été adoptée par 13 voix contre zéro. La Tchécoslovaquie et l'Union soviétique se sont abstenues lors du vote.